# Abraham Marcus
Abraham Ayomide Marcus (ur. 2 stycznia 2000 w Lagos) – nigeryjski piłkarz występujący na pozycji pomocnika w FC Porto B.

## Kariera klubowa
Grę w piłkę nożną rozpoczął w szkółce Goodland Rangers z rodzinnego miasta Lagos. Następnie w latach 2016–2018 szkolił się w akademii Beyond Limits FA, należącej do klubu Remo Stars FC. W połowie 2018 roku dołączył do akademii CD Feirense, gdzie spędził 2 sezony.
Latem 2020 roku Marcus został ponownie wypożyczony do CD Feirense i umieszczony w drużynie U-23. W październiku tego samego roku został włączony do składu pierwszego zespołu, grającego w Liga Portugal 2. 20 października 2020 rozegrał pierwszy mecz na poziomie seniorskim przeciwko GD Estoril Praia (3:3), w którym zdobył bramkę. W sezonie 2021/22 zaliczył 26 ligowych występów, w których strzelił 11 goli, co dało mu 4. pozycję w klasyfikacji strzelców. W sierpniu 2021 roku wypożyczono go na jeden sezon do Portimonense SC. 1 listopada 2021 zadebiutował w Primeira Lidze w przegranym 0:3 spotkaniu z SC Braga. Łącznie rozegrał w barwach tego klubu 3 mecze, spędzając większość czasu w drużynie U-23.
W lutym 2022 roku Marcus został wypożyczony na 4 miesiące do Radomiaka Radom prowadzonego przez Dariusza Banasika. 12 lutego zadebiutował w Ekstraklasie w przegranym 0:1 spotkaniu z Rakowem Częstochowa. Łącznie w rundzie wiosennej sezonu 2021/22 rozegrał 8 meczów, nie zdobył żadnej bramki.
Latem 2022 roku został za zasadzie wypożyczenia graczem FC Porto B, trenowanego przez António Folhę. W sezonie 2022/23 był z 9 golami najskuteczniejszym piłkarzem w zespole. W lipcu 2023 roku za kwotę 750 tys. euro został wykupiony z Remo Stars FC. 2 kwietnia 2023 zanotował debiutancki występ w pierwszej drużynie FC Porto w meczu Primeira Ligi przeciwko Portimonense SC (1:0), w którym wszedł na boisko za Toniego Martíneza.

## Kariera reprezentacyjna
W maju 2021 roku Marcus otrzymał od Gernota Rohra pierwsze powołanie do reprezentacji Nigerii na dwa towarzyskie mecze z Kamerunem na Wiener Neustadt Arena. Zadebiutował 4 czerwca 2021 w pierwszym spotkaniu pomiędzy tymi drużynami, przegranym 0:1, w którym wszedł na boisko w 87. minucie za Alexa Iwobiego.

## Statystyki klubowe
Aktualne na dzień 15 maja 2024
| Klub                   | Sezon             | Liga              | Liga  | Liga   | Puchar kraju | Puchar kraju | Puchar ligi | Puchar ligi | Europa | Europa | Razem | Razem  |
| Klub                   | Sezon             | Liga              | Mecze | Bramki | Mecze        | Bramki       | Mecze       | Bramki      | Mecze  | Bramki | Mecze | Bramki |
| ---------------------- | ----------------- | ----------------- | ----- | ------ | ------------ | ------------ | ----------- | ----------- | ------ | ------ | ----- | ------ |
| CD Feirense (wyp.)     | 2020/2021         | Liga Portugal 2   | 26    | 11     | 2            | 0            | —           | —           | —      | —      | 28    | 11     |
| Portimonense SC (wyp.) | 2021/2022         | Primeira Liga     | 3     | 0      | 1            | 0            | 0           | 0           | —      | —      | 4     | 0      |
| Radomiak Radom (wyp.)  | 2021/2022         | Ekstraklasa       | 8     | 0      | —            | —            | —           | —           | —      | —      | 8     | 0      |
| FC Porto B (wyp.)      | 2022/2023         | Liga Portugal 2   | 30    | 9      | —            | —            | —           | —           | —      | —      | 30    | 9      |
| FC Porto (wyp.)        | 2022/2023         | Primeira Liga     | 1     | 0      | 0            | 0            | 0           | 0           | —      | —      | 1     | 0      |
| FC Porto B             | 2023/2024         | Liga Portugal 2   | 31    | 7      | —            | —            | —           | —           | —      | —      | 31    | 7      |
| FC Porto B             | Ogólnie           | Ogólnie           | 61    | 16     | 0            | 0            | 0           | 0           | 0      | 0      | 61    | 16     |
| Ogółem w karierze      | Ogółem w karierze | Ogółem w karierze | 99    | 27     | 3            | 0            | 0           | 0           | 0      | 0      | 102   | 27     |